# Queen's Laundry Bath House
La Queen's Laundry Bath House est un bâtiment en ruine américain situé dans le comté de Teton, dans le Wyoming. Construite à compter de 1881, cette structure en rondins de bois était destinée à servir de bains publics aux visiteurs du parc national de Yellowstone. Il s'agit du premier bâtiment construit par le gouvernement fédéral pour un usage public dans un parc national. Elle est inscrite au Registre national des lieux historiques depuis le 25 juillet 2001.